# 海洋藝術
海洋藝術(英語:Marine art 或 maritime art)是一種形象藝術形式（即繪畫、素描、版畫和雕塑），它描繪或汲取海洋的主要靈感。海事繪畫是一種描繪船舶和海洋的流派——這一流派在 17 至 19 世紀尤為盛行。 （页面存档备份，存于） 在實踐中，該術語通常涵蓋在河流和河口、海灘場景和所有藝術展示船隻上展示的藝術，沒有任何嚴格的區分——出於早期原因，可以從旱地繪製或繪畫的主題實際上在該流派中佔有重要地位 。嚴格來說，“海洋藝術”應該總是包含一些人類航海的元素，而“海洋藝術”也應該包括沒有人類元素的純海景。( 雖然在現實中可能觀察不到這種狀況。)